# 크리스 살바토어
크리스 살바토어(Chris Salvatore, 1985년 5월 22일 ~ )는 미국의 싱어송라이터이자 배우이다.